# Tabanera de Cerrato
Tabanera de Cerrato ist ein Ort und eine nordspanische Gemeinde (municipio) mit nur noch 138 Einwohnern (Stand: 2024) in der Provinz Palencia der Autonomen Gemeinschaft Kastilien-León.

## Lage und Klima
Der Ort Tabanera de Cerrato liegt gut 8 km südöstlich des Río Arlanza in der altkastilischen Meseta in einer Höhe von ca. 840 m. Die Provinzhauptstadt Palencia befindet sich gut 44 km (Fahrtstrecke) westlich; die Städte Burgos und Valladolid sind ca. 63 km in nordöstlicher bzw. knapp 82 km in südwestlicher Richtung entfernt. Das Klima im Winter ist kühl, im Sommer dagegen trotz der Höhenlage gemäßigt bis warm; Niederschläge (ca. 490 mm/Jahr) fallen überwiegend im Winterhalbjahr.

## Bevölkerungsentwicklung
| Jahr      | 1857 | 1900 | 1950 | 2000 | 2018 |
| Einwohner | 425  | 461  | 668  | 180  | 137  |

Der seit der Mitte des 20. Jahrhunderts festzustellende deutliche Bevölkerungsrückgang ist im Wesentlichen auf die Mechanisierung der Landwirtschaft sowie auf die Aufgabe von bäuerlichen Kleinbetrieben und den daraus resultierenden Verlust von Arbeitsplätzen zurückzuführen (Landflucht).

## Wirtschaft
In früheren Zeiten lebten die Bewohner des Ortes wie der gesamten Region nahezu ausnahmslos als Selbstversorger von den Erträgen ihrer Felder und Hausgärten; auch Weinbau und Viehzucht wurden betrieben. Im Ort selbst haben sich bereits vor Jahrhunderten auch Kleinhändler, Handwerker und Dienstleister aller Art niedergelassen, die jedoch wegen des enormen Bevölkerungsschwundes ihr Geschäft aufgegeben haben. Zu Beginn des 20. Jahrhunderts war die gesamte Region von der Reblauskrise betroffen. Die Gemeinde gehört heute zum Weinbaugebiet Arlanza (D.O.).

## Geschichte
Von der Antike bis zum Mittelalter erlebte die Region bzw. der Ort in etwa dieselbe Geschichte wie die berühmteren Nachbarorte Palenzuela und Torquemada. Seine erstmalige Erwähnung findet der Ortsname Ende des 11. Jahrhunderts. Im 15. Jahrhundert entstand das Verwaltungsgebiet der Merindad de Cerrato mit Palenzuela als Hauptort.

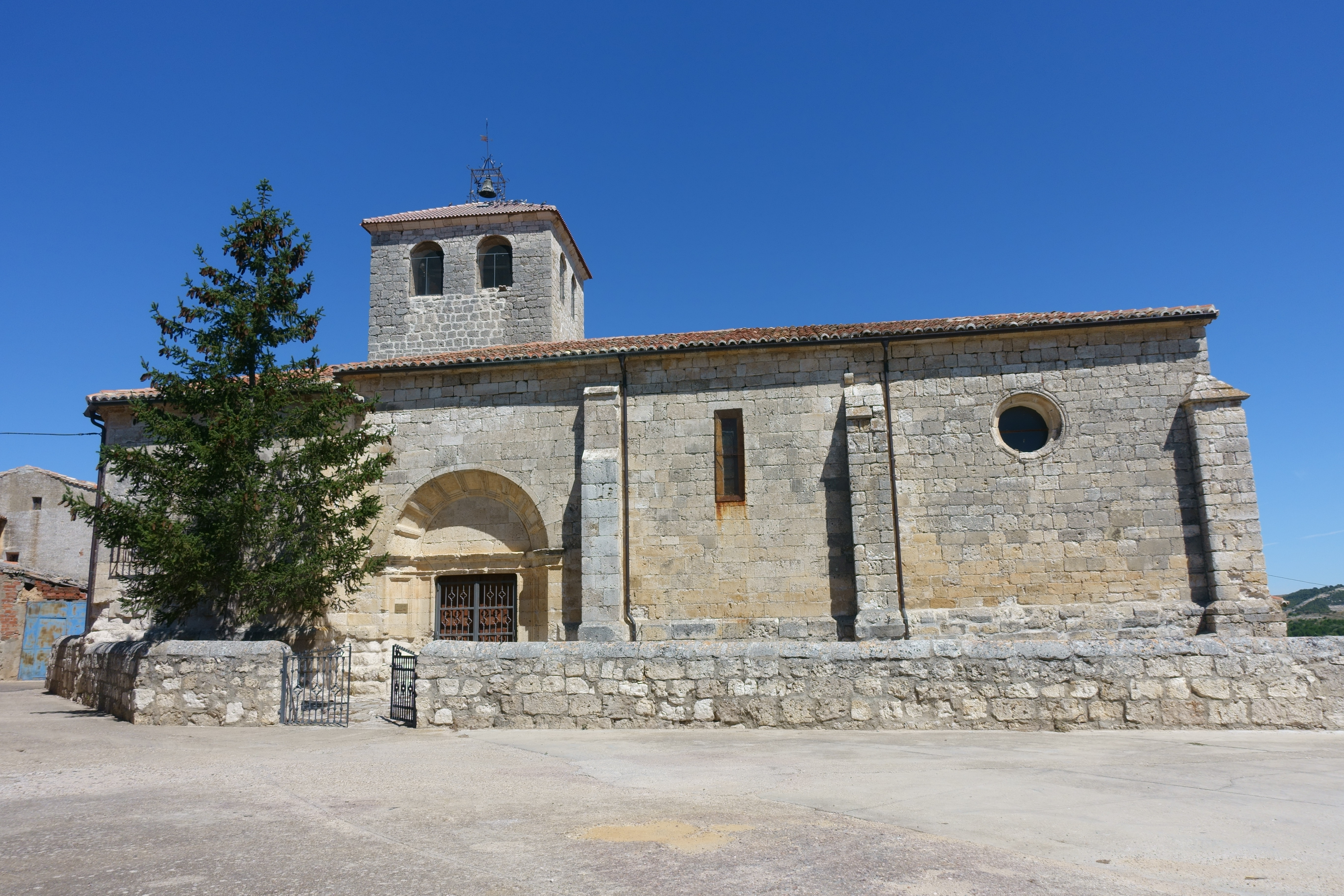
Iglesia de San Esteban

## Sehenswürdigkeiten
Die Iglesia de San Esteban stammt aus dem 15./16. Jahrhundert und ist dem Erzmärtyrer Stephanus geweiht. Aus dem insgesamt eher schmucklosen Bau sticht das Südportal mit seitlichen Rechteckfeldern und einer Kassettenwölbung hervor. Das Innere der Kirche ist dreischiffig mit gleichhohen Rippengewölben (Hallenkirche). Das romanische Taufbecken des Vorgängerbaus ist noch erhalten.